# مانی پتگر
مانی پتگر (زادهٔ آذر ۱۳۳۸، تهران) فیلمساز و عکاس ایرانی است. او برادر نقاشان ایرانی، نامی پتگر، نیما پتگر و فرزند علی‌اصغر پتگر و برادرزاده جعفر پتگر، نقاشان مشهور معاصر ایرانی است.

## زندگی‌نامه
مانی پتگر پس از راه‌اندازی یک استودیو عکاسی(۱۳۵۹–۱۳۶۱) فعالیت سینمایی خود را با همکاری با امیر نادری در دونده و آب، باد، خاک آغاز کرد. او پس از ساخت فیلم «کلید» (ابراهیم فروزش) در سال ۱۳۶۵ به استرالیا مهاجرت کرد و بین سال‌های ۶۷ تا ۶۹ در صنعت فیلم آن جا به فعالیت‌های گوناگون پرداخت تا این که در سال ۱۳۷۰ اولین فیلم کوتاه تجربی اش، «زاویه مقابل» را ساخت. او در سال ۱۳۷۳ به ایران بازگشت که فیلمی دربارهٔ سینمای ایران را برای تلویزیون استرالیا و بنیاد فارابی بسازد که بنا به دلایلی آن فیلم هرگز ساخته نشد، ولی فیلم سینما سینما را ساخت و عشاق سینما هم کلید زده شد. او از سال ۱۳۷۶ به ایران بازگشته و قصد ساخت دو فیلم بلند را در ایران دارد که اولین آن، نگاه به تازگی اتمام یافته‌است.

## مستند
- کسوفی که از آسمان به زمین افتاد
- برادرها
- ایستگاه به ایستگاه
- نقطه دید
- زاویه مقابل